# Kurjenrahka Nationalpark
Kurjenrahka Nationalpark (finsk: Kurjenrahkan kansallispuisto, svensk: Kurjenrahka nationalpark) er en nationalpark i det Egentlige Finland. Den blev etableret i 1998 og dækker 29 km2. Området består hovedsageligt af mose, men omfatter også urskove, hvoraf nogle har været urørt i over 150 år. Den europæiske los er fast bosat i Kurjenrahka, men der er også observeret brune bjørne og ulve, og de vides at være bosiddende i områder inden for eller tæt på parken. Der er over 300 km afmærkede stier i området.

I middelalderen var skovene fælles ejet af det lokale sogn. I begyndelsen af 1800-tallet købte to herregårde dem, men de havde økonomiske vanskelige tider og måtte sælge dem til staten inden slutningen af det 19. århundrede. Før de solgte, ryddede de alle lettilgængelige områder for skov, men nogle øer midt i moserne forblev med skov.